# Kesse (Iberia)
Para la actual localidad estonia, véase Kesse.
Kesse (en idioma íbero ) fue una localidad íbera de los cosetanos próxima al enclave romano de Tarraco. La existencia y nombre de Kesse ha sido documentada epigráficamente y es posible que se trate de la misma población citada por Polibio, quien la denomina Cissa (Kissa) y por Tito Livio, quien la nombra como Cissis (Kissis) cerca de la cual se produjo la llamada batalla de Cissa en 218 aC, en la que el general romano Publio Cornelio Escipión derrotó al general cartaginés Hanón y al líder ilergete Indíbil, en el marco de la segunda guerra púnica.

## Ubicación
La existencia de acuñaciones de cecas con las leyendas en íbero taŕakonśalir y kese ha originado una discusión durante décadas sobre si ambas podrían corresponder a una misma ciudad (Tarraco) o a dos.
Con anterioridad, se ha propuesto que la Cissa referida por los autores clásicos se podría identificar con la ciudad de Guisona (actualmente se considera probablemente la localidad íbera de Iesso) o con el poblado íbero del Molino de Espigol.
A partir de los trabajos arqueológicos iniciados en 2014, arqueólogos de la Universidad de Barcelona confirmaron en 2025 la identificación de los restos del yacimiento arqueológico de Valls con la ciudad íbera.